# قرار مجلس الأمن التابع للأمم المتحدة رقم 2054
قرار مجلس الأمن التابع للأمم المتحدة رقم 2054، المتخذ بالإجماع في 29 يونيو 2012 م.

## روابط خارجية
- نص القرار في undocs.org